# アウクスブルク中央駅

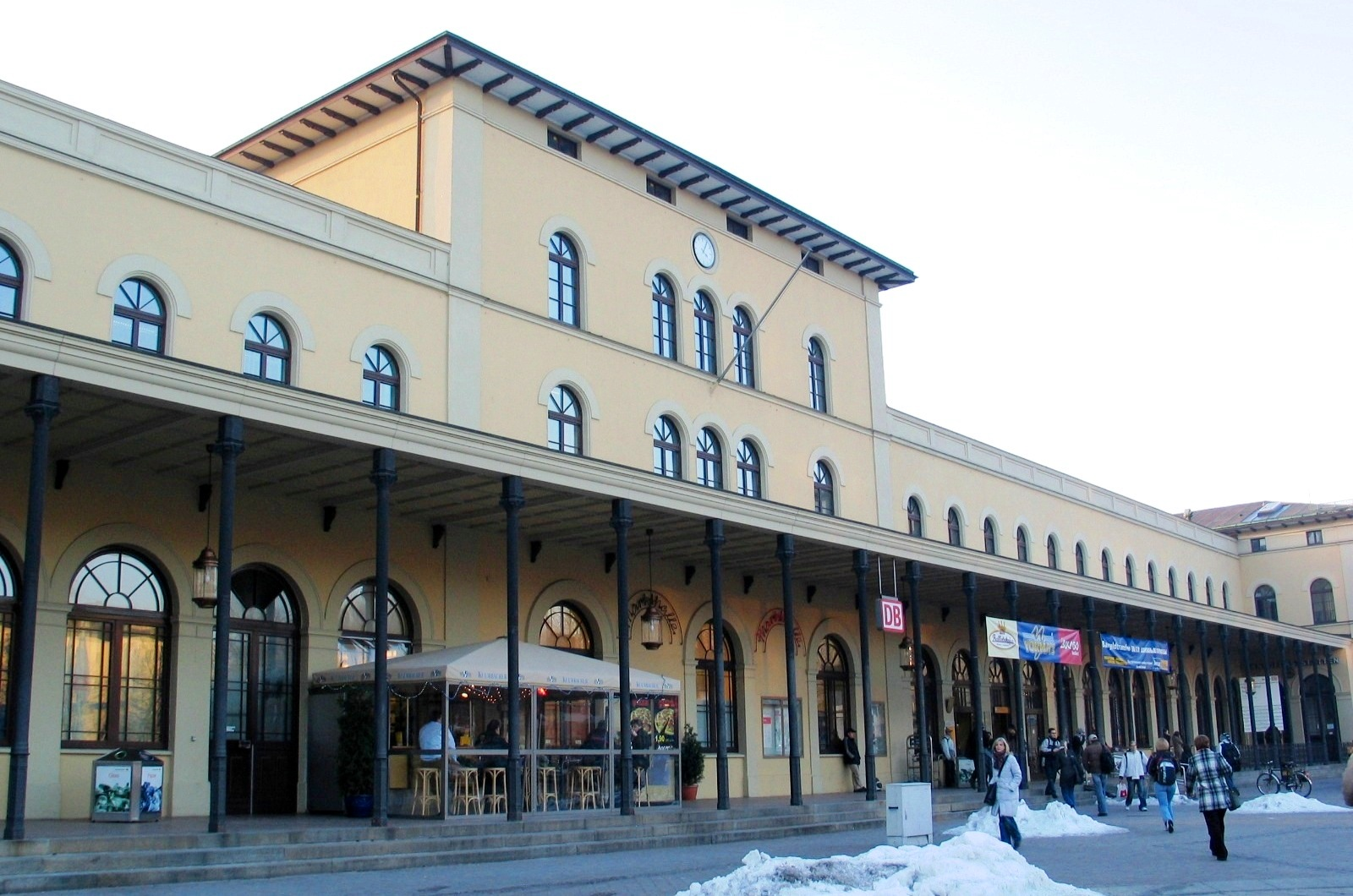
駅舎

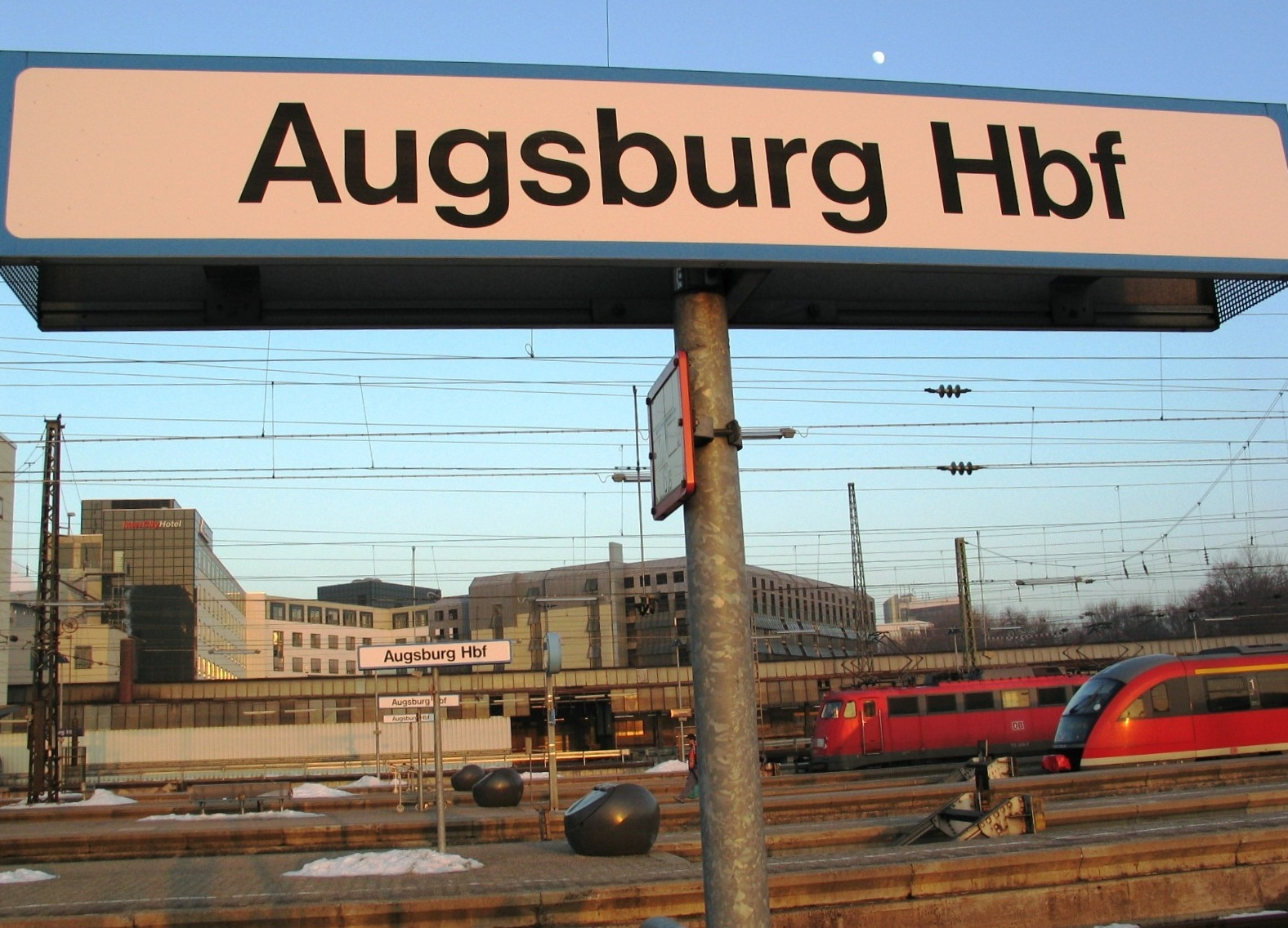
駅名標

アウクスブルク中央駅（アウクスブルクちゅうおうえき、Augsburg Hauptbahnhof）は、ドイツ、バイエルン州の都市アウクスブルクにある主要鉄道駅である。
駅舎はドイツに現存する駅舎の中でも古い物の一つで、1843年から1846年にかけてバイエルン州内の主要駅の駅舎を手がけた建築家Friedrich Bürkleinの計画よって建てられた。開業は1846年7月1日である。アウクスブルク中央駅は今日ではアウクスブルク都市圏やシュヴァーベン地域の鉄道網の拠点となっている。
ドイツ鉄道ウルム・ミュンヘン線上にある当駅はICEやインターシティによってミュンヘン、ベルリン、フランクフルト・アム・マイン、ハンブルク、シュトゥットガルトなどドイツ各地の主要都市と結ばれている。またユーロシティや夜行列車でアムステルダムやウィーンなど他のヨーロッパの都市とも結ばれている。また、1日1往復ではあるがミュンヘン中央駅からのTGVが当駅にも停車しパリ東駅まで5時間30分前後で結んでいる。欧州連合の高速鉄道網整備計画の検討路線上にもあるため改良が計画されている。
その他にアウクスブルク交通連合(Augsburger Verkehrsverbund)が7系統のレギオナルバーン(普通列車相当)を運行している。2008年から2010年以降に向けてアウクスブルクではSバーンの導入が検討され、利便性の向上が図られる。
座標: 北緯48度21分56秒 東経10度53分11秒 / 北緯48.36556度 東経10.88639度